# 盖赖维奇·帕尔
盖赖维奇·帕尔（匈牙利語：Gerevich Pál，1948年8月10日—），匈牙利男子击剑运动员。他曾获得1977年世界击剑锦标赛男子佩剑个人冠军。他也参加了1972年夏季奥运会和1980年夏季奥运会，共收获两枚铜牌。